# Annalisa Ceresa
Pour les articles homonymes, voir Ceresa.
Annalisa Ceresa (née le 17 mars 1978 à Ivrée dans la province de Turin), est une skieuse alpine italienne.

## Coupe du Monde
- Meilleur classement final : 61e en 2004
- Meilleur résultat : 7e